# Vasco Cordeiro
Vasco Ilídio Alves Cordeiro, né le 28 mars 1973 à Ponta Delgada, est un homme politique portugais, membre du Parti socialiste. Il est président du gouvernement de la région autonome des Açores de 2012 à 2020.